# Tres corazones
Tres corazones (en francés: Trois cœurs) es una película de 2014 dirigida por Benoît Jacquot y coescrita con Julien Boivent. Los protagonistas de la película son Benoît Poelvoorde, Charlotte Gainsbourg, Chiara Mastroianni y Catherine Deneuve. Fue seleccionada para competir para el León de Oro en el Festival Internacional de Cine de Venecia de 2014 Fue proyectada en la sección de Presentaciones Especiales del Festival Internacional de Cine de Toronto 2014. En enero de 2015, la película recibió cuatro nominaciones para la 20.º edición de los premios Lumières.

## Sinopsis
Después de perder el último tren en una ciudad de provincias, Marc, un hombre maduro y solitario, conoce a Sylvie. Quedan para conocerse mejor en París, en el Jardín de las Tullerías, sin intercambiar más información del otro. Cuando llega la hora de la cita, Marc está en una reunión de trabajo y no puede llegar a la hora prevista. Sylvie, decepcionada, regresa a su ciudad y continúa con su gris existencia. Más tarde, Marc conoce a una joven muy agradable, Sophie. Su relación avanza y caen enamorados. Cuando la relación de Marc y Sophie se consolida, este descubre que Sophie y Sylvie son hermanas.

## Protagonistas
- Benoît Poelvoorde como Marc.
- Charlotte Gainsbourg como Sylvie.
- Chiara Mastroianni como Sophie.
- Catherine Deneuve como la madre de ambas.

## Producción
Tres Corazones fue producida por Edouard Weil y Alice Girard para Producciones de Rectángulo, con soporte de producción de Pandora Film, Cuadros de Alcance y Arte Francia Cinéma. La película era pre-adquirido por Canal+ y Ciné+ y será distribuido por Ramo Salvaje en Francia.
Filmando empezó el 16 de septiembre de 2013 en el Île-de-región de Francia y estuvo completado en 45 días.